# Grand Prix Formule 1 van België 1976
De Grand Prix Formule 1 van België 1976 werd gehouden op 16 mei 1976 op Zolder.

## Uitslag
| Pos. | Nr. | Coureur            | Constructeur       | Rondes | Tijd / Oorzaak uitval | Grid | Punten |
| ---- | --- | ------------------ | ------------------ | ------ | --------------------- | ---- | ------ |
| 1    | 1   | Niki Lauda         | Ferrari            | 70     | 1:42:53.23            | 1    | 9      |
| 2    | 2   | Clay Regazzoni     | Ferrari            | 70     | + 3.46                | 2    | 6      |
| 3    | 26  | Jacques Laffite    | Ligier-Matra       | 70     | + 35.38               | 6    | 4      |
| 4    | 3   | Jody Scheckter     | Tyrrell-Ford       | 70     | + 1:31.00             | 7    | 3      |
| 5    | 19  | Alan Jones         | Surtees-Ford       | 69     | + 1 Ronde             | 16   | 2      |
| 6    | 12  | Jochen Mass        | McLaren-Ford       | 69     | + 1 Ronde             | 18   | 1      |
| 7    | 28  | John Watson        | Penske-Ford        | 69     | + 1 Ronde             | 17   |        |
| 8    | 37  | Larry Perkins      | Boro-Ford          | 69     | + 1 Ronde             | 20   |        |
| 9    | 17  | Jean-Pierre Jarier | Shadow-Ford        | 69     | + 1 Ronde             | 14   |        |
| 10   | 16  | Tom Pryce          | Shadow-Ford        | 68     | + 2 Ronden            | 13   |        |
| 11   | 21  | Michel Leclere     | Wolf-Ford          | 68     | + 2 Ronden            | 25   |        |
| 12   | 32  | Loris Kessel       | Brabham-Ford       | 63     | + 7 Ronden            | 23   |        |
| DNF  | 18  | Brett Lunger       | Surtees-Ford       | 62     | Elektrisch probleem   | 26   |        |
| DNF  | 8   | Carlos Pace        | Brabham-Alfa Romeo | 58     | Elektrisch probleem   | 9    |        |
| DNF  | 22  | Chris Amon         | Ensign-Ford        | 51     | Ongeluk               | 8    |        |
| DNF  | 11  | James Hunt         | McLaren-Ford       | 35     | Versnellingsbak       | 3    |        |
| DNF  | 34  | Hans Joachim Stuck | March-Ford         | 33     | Ophanging             | 15   |        |
| DNF  | 24  | Harald Ertl        | Hesketh-Ford       | 31     | Motor                 | 24   |        |
| DNF  | 4   | Patrick Depailler  | Tyrrell-Ford       | 29     | Motor                 | 4    |        |
| DNF  | 5   | Mario Andretti     | Lotus-Ford         | 28     | Aandrijving           | 11   |        |
| DNF  | 33  | Patrick Neve       | Brabham-Ford       | 26     | Halfshaft             | 19   |        |
| DNF  | 35  | Arturo Merzario    | March-Ford         | 21     | Motor                 | 21   |        |
| DNF  | 7   | Carlos Reutemann   | Brabham-Alfa Romeo | 17     | Motor                 | 12   |        |
| DNF  | 10  | Ronnie Peterson    | March-Ford         | 16     | Ongeluk               | 10   |        |
| DNF  | 6   | Gunnar Nilsson     | Lotus-Ford         | 7      | Ongeluk               | 22   |        |
| DNF  | 9   | Vittorio Brambilla | March-Ford         | 6      | Aandrijving           | 5    |        |
| DNQ  | 30  | Emerson Fittipaldi | Fittipaldi-Ford    |        |                       |      |        |
| DNQ  | 20  | Jacky Ickx         | Wolf-Ford          |        |                       |      |        |
| DNQ  | 25  | Guy Edwards        | Hesketh-Ford       |        |                       |      |        |

## Statistieken
| Pole-position | Niki Lauda | Ferrari | 1:26.55 |
| Snelste ronde | Niki Lauda | Ferrari | 1:25.98 |

## Noot
- Dit was het debuut van de Belgische coureur Patrick Nève.
- Tiende Grand Prix-winst en eerste Grand Slam voor Niki Lauda. Tevens tiende snelste ronde en eerste Grand Slam voor een Oostenrijkse coureur.

1925 · 1930 · 1931 · 1933 · 1934 · 1935 · 1937 · 1939 · 1947 · 1949 · 1950 · 1951 · 1952 · 1953 · 1954 · 1955 · 1956 · 1958 · 1960 · 1961 · 1962 · 1963 · 1964 · 1965 · 1966 · 1967 · 1968 · 1970 · 1972 · 1973 · 1974 · 1975 · 1976 · 1977 · 1978 · 1979 · 1980 · 1981 · 1982 · 1983 · 1984 · 1985 · 1986 · 1987 · 1988 · 1989 · 1990 · 1991 · 1992 · 1993 · 1994 · 1995 · 1996 · 1997 · 1998 · 1999 · 2000 · 2001 · 2002 · 2004 · 2005 · 2007 · 2008 · 2009 · 2010 · 2011 · 2012 · 2013 · 2014 · 2015 · 2016 · 2017 · 2018 · 2019 · 2020 · 2021 · 2022 · 2023 · 2024 · 2025 · 2026 · 2027 · 2029 · 2031